# Грей, Томас
Томас Грей (англ. Thomas Gray, 26 декабря 1716, Корнхилл — 30 июля 1771, Кембридж) — английский поэт-сентименталист XVIII века, предшественник романтизма, историк литературы.

## Биография
Томас Грей родился 26 декабря 1716 года в Корнхилле, предместье Лондона в семье биржевого брокера и модистки. Он жил со своей матерью после того, как она оставила его психически нездорового отца. Он обучался в Итонском колледже.
В 1734 году Грей переехал в Кембридж, где и началась его литературная деятельность.
Томас Грей писал и произведения в стиле классицизма, однако сегодня они малоизвестны, в отличие от его сентименталистских стихов. Одно из самых известных его произведений — «Элегия на сельском кладбище („Elegy Written in a Country Churchyard“)» (1750), дважды переведенная на русский язык В. А. Жуковским (первый из этих переводов принёс Жуковскому известность), один из известнейших текстов кладбищенской поэзии. Другое известное произведение — ода «Бард („The Bard“)», также оказавшая влияние на Жуковского («Певец во стане русских воинов»). Томас Грей также известен обращениями к кельтской и скандинавской поэзии («Роковые сёстры», «Нисхождение Одина») и историко-литературным трудом «История английской поэзии».
Томас Грей умер 30 июля 1771 года в Кембридже.
В 1971 году к 255-летию со дня рождения и к 200-летию со дня смерти поэта королевская почта Великобритании выпустила почтовую марку достоинством в 5 пенсов.